# Wyn Morris
Wyn Morris (14. února 1929 v Trellechu v Monmouthshiru – 23. února 2010) byl velšský dirigent. Narodil se ve Walesu ve vsi Trellech v hrabství Monmouthshire a až do sedmi let nemluvil anglicky. Z jeho práce byly obzvláště ceněny jeho interpretace díla Gustava Mahlera – prakticky všechna Mahlerova díla v šedesátých a sedmdesátých letech dvacátého století nahrál. Také byl mezi prvními, kdo nahráli nedokončenou Mahlerovu symfonii č. 10, kterou do finální podoby upravil Deryck Cooke. Tu nahrál v roce 1972 a jednalo se teprve o třetí nahrávku tohoto díla. Také v roce 1988 nahrál jako první symfonii č. 10, kterou dodělal Barry Cooper z útržků zanechaných Beethovenem.